# Wettbach (Kocher)
Der Wettbach ist ein vier Kilometer langer Bach im Stadtgebiet von Schwäbisch Hall, der dort von rechts und Osten in den Kocher mündet. Sein unteres Schluchttal ist die Wettbachklinge.

## Geographie

### Verlauf und Geologie
Der Wettbach entsteht zwischen Äckern auf quartärem Löss-Sediment nördlich des Flugplatzes Schwäbisch Hall-Weckrieden neben dem südwärts laufenden Zweig eines Feldwegekreuzes zwischen Langwiesen und Streitbusch. Von Beginn an von einer Gehölzreihe begleitet, fließt er wenige Meter nach Süden auf den Flugplatz zu und geht dann in eine Kurve nach Westen, unterquert die Nordostumgehung der Stadt und läuft dahinter als tiefer, von spärlichem Gehölz bestandener, gerader Graben durch die feuchte Wiesendelle der Eichwiesen, hier nun in der Lettenkeuperauflage (Erfurt-Formation) der Haller Ebene. An der Unterquerung der L 2216 Schwäbisch Hall–Ilshofen zwei Kilometer unterhalb der Quelle überschreitet er die Siedlungskontur der Stadt und tangiert mit dem rechten Ufer das Weichbild des Stadtteils Weckrieden, während die Bebauung Halls zur Linken am mittleren Hang haltmacht. Er wendet sich nach Südwesten und beginnt nach weiteren dreihundert Metern einen neuartigen Talabschnitt.
Hier erreicht er den Oberen Muschelkalk und tritt in die Wettbachklinge ein, eine sich schnell und steil eintiefende, bewaldete Schlucht, in der er über Kalkbänke herabstürzt und wo ihn zur Rechten auf ganzer Länge ein Gehweg begleitet, während sich links, hinter Bäumen und der Hangkante kaum je sichtbar, die Haller Kreuzäckersiedlung hinzieht. Nach knapp einem Kilometer dreht er hier abrupt vor dem Galgenberg (bis 360,3 m ü. NHN) nach Nordwesten. Am weniger steilen rechten Hang liegen dann einige mehr oder weniger verwucherte Gartengrundstücke, deren teilweise Terrassierung früheren Weinbau vermuten lässt. Zu Füßen einer von halbem Hang zu halbem Hang das Tal querenden Steinbogenbrücke betritt er verdolt in der Straße „Wettbach“ den Siedlungsbereich der Stadt. Hier dreht er nach Westen, passiert kurz in einem gemauerten Trog wieder offen an dessen Außenmauer den alten Nikolaus-Friedhof zu seiner Linken und verschwindet dann am Südrand der Heilbronner Straße (B 19) in einem unterirdischen Kanal. In diesem läuft er durch die Salinenstraße bis zu deren Südknick und mündet dann am Ziegelbau des Fernheizwerkes nach wenigen Metern in offenem Kanal von rechts in den Kocher, dessen Bett hier schon im Mittleren Muschelkalk liegt.

### Zuflüsse und Einzugsgebiet
Der Wettbach hat im Oberlauf einige wenige Grabenzuflüsse von den Muldenseiten, die aber oft austrocknen. Im weiteren Verlauf fehlt jeder manifeste Zufluss. Er selbst löst sich im Sommer in der Klinge oft auf in eine Kette stehender Pfützen.
Der Wettbach entwässert ein 3,0 km² großes Einzugsgebiet, das naturräumlich überwiegend im Unterraum Haller Ebene der Hohenloher und Haller Ebene liegt, mit dem mündungsnahen westlichen Teil im Unterraum Haller Bucht mit Rosengarten. Der mit 410 m ü. NHN höchste Punkt liegt an der Nordgrenze im Gewann Heide an der L 2219 zwischen dem Kreisel an der Nordostumgehung Schwäbisch Halls und dem Weiler Veinau.
Im Osten im Bereich des Flugplatzes konkurriert der Otterbach hinter kaum erkennbarer Wasserscheide etwa gegenläufig zur Bühler, alle anderen Konkurrenten fließen zum Kocher. Es ist dies im Südosten auf einem kurzen Stück der Waschbach durch Hessental und Steinbach, im Weiteren der  Badersklingenbach und zuletzt im Südwesten die Schuppach, von deren gänzlich verdoltem Lauf im Stadtgebiet heute nur noch der schluchtartige Straßeneinschnitt der Crailsheimer Straße zeugt. Im Westen trennt der schmale Galgenberg das untere Wettbachtal vom Kochertal. Im Norden berührt der Einzugsbereich des Wettbachs erst fern der Kochertalkante im Bereich des Oberlaufs den anderer leidlich beständiger Kocherzuflüsse, nämlich kurz den des Eltershofer Bachs und etwas länger und im Nordosten den des Diebachs.

## Flussgeschichte
Am Knick der Klinge liegt etwa 40 m über dem heutigen Talniveau in aufwärtiger Fortsetzung des Unterlaufs ein alter Talboden. An der Wende zum 21. Jahrhundert mit der Siedlungsstraße An der Ziegeleihütte neu bebaut, floss in dieser breiten, in früheren Zeiten auch Langenfeld genannten Mulde zwischen Galgenberg im Westen und dem Hang der Kreuzäckersiedlung im Osten der Schuppach dem Wettbach zu. Die Trasse ist im Gelände knapp einen halben Kilometer weit zu verfolgen, an ihrem Ende fließt der erwähnte Schuppach in seinem jüngeren Unterlauf durch die von der Crailsheimer Steige genutzte steile Klinge südlich des Galgenbergs zum Kocher. Er ist heute völlig verdolt. Die im Straßennamen anklingende alte Ziegelei nutzte die abgelagerten Auenlehme.

## Geschichte

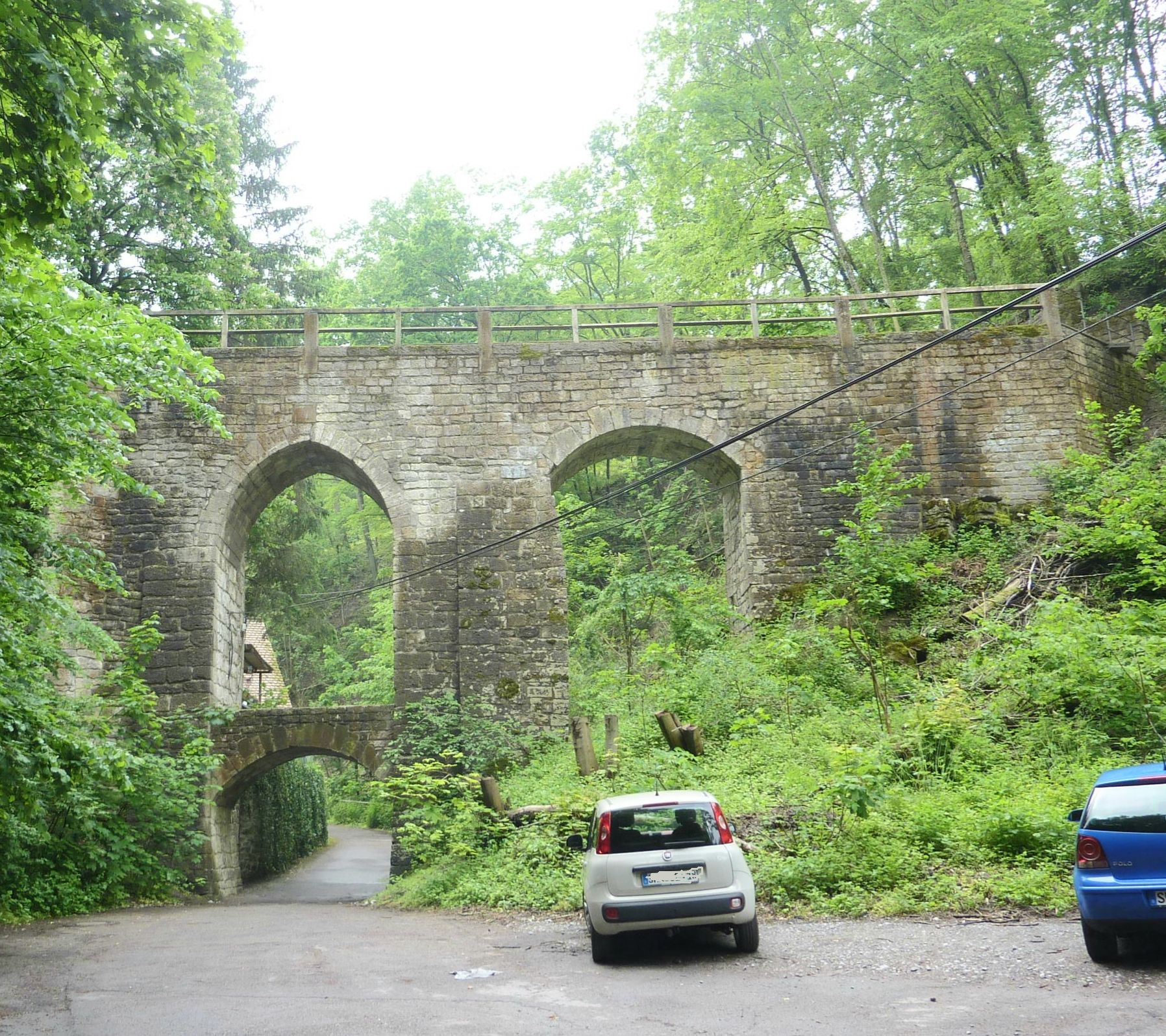
Blick auf die Teuchelbrücke

Das Brückenbauwerk, das am Ausgang der Wettbachklinge zum Siedlungsbereich der Stadt im Tal steht, war früher ein Aquädukt, über das der Reichsstadt Hall in natürlichem Gefälle Quellwasser anfangs durch eine Röhrenfahrt, später in einer Steinrinne zugeleitet wurde. Die Quellen lagen etwa anderthalb Kilometer von hier bei Breitenstein im Norden, die Trasse, der heute ein Wanderweg folgt, fiel auf dem rechten Kocherhang recht konstant in Richtung zur Stadt. Neben ihm sind zuweilen noch Rinnensteine zu finden. Auf der Mittellinie des begehbaren Aquädukts wurde bei einer Instandsetzung mit hintereinander gelegten ausgehöhlten Steinen eine halbzylindrische Rinne restauriert.

## Umwelt
Die Wettbachklinge sowie der nördliche Galgenberg sind Teil des Landschaftsschutzgebietes Kochertal zwischen Schwäbisch Hall und Weilersbach mit Nebentälern. Im Bereich der Wettbachklinge stehen einige Heckenbiotope unter Schutz sowie Teile der Natursteinmauern zwischen Wanderweg und den Gärten am rechten Hang. Auf dem nördlichen Galgenberg stehen drei Stieleichen als Naturdenkmale unter Schutz.

### LUBW
Amtliche Online-Gewässerkarte mit passendem Ausschnitt und den hier benutzten Layern: Lauf und Einzugsgebiet des Wettbachs

Allgemeiner Einstieg ohne Voreinstellungen und Layer: Daten- und Kartendienst der Landesanstalt für Umwelt Baden-Württemberg (LUBW) (Hinweise)
1. 1 2  Höhe nach dem Höhenlinienbild auf dem Hintergrundlayer Topographische Karte.
2. ↑  Länge nach dem Layer Gewässernetz (AWGN).
3. ↑  Einzugsgebiet nach dem Layer Basiseinzugsgebiet (AWGN).
4. 1 2  Höhe nach schwarzer Beschriftung auf dem Hintergrundlayer Topographische Karte.
5. ↑  Schutzgebiete nach den einschlägigen Layern, Natur teilweise nach dem Layer Biotop.

### Andere Belege
1. ↑  Geologie nach den Layern zu Geologische Karte 1:50.000 auf: Mapserver des Landesamtes für Geologie, Rohstoffe und Bergbau (LGRB) (Hinweise)
2. ↑  Wolf-Dieter Sick: Geographische Landesaufnahme: Die naturräumlichen Einheiten auf Blatt 162 Rothenburg o. d. Tauber. Bundesanstalt für Landeskunde, Bad Godesberg 1962. → Online-Karte (PDF; 4,7 MB)